# Kalinin K-7
Die sowjetische Kalinin K-7 (russisch Калинин К-7) war ein Riesenflugzeug, das als überschwerer Bomber oder Großraum-Verkehrsflugzeug Verwendung finden sollte.

## Entwicklung
Die Kalinin K-7 bestand aus einem bis zu 2,33 Meter dicken elliptischen Tragflügel mit einer Spannweite von 53 Metern, in dem bis zu 120 Passagiere Platz finden sollten. Das Fahrwerk umfasste zwei große Gondeln, in denen sich je zwei überdimensionale Räder befanden und in denen in der Militärversion zwei Bordschützenstände integriert waren. Die Passagiere sollten über eine Treppe in den Fahrwerkstreben ins Innere des Flugzeuges gelangen. Am Ende der doppelten Leitwerksträger mit dreieckigem Querschnitt befanden sich ebenfalls Schützenstände sowie das Höhenleitwerk. Darauf waren die beiden verstrebten Seitenleitwerke aufgesetzt und mit einer zusätzlichen Strebe („Stabiliron“), die über einen veränderbaren Anstellwinkel verfügte, miteinander verbunden. Das Grundgerüst des Flugzeuges bestand aus geschweißtem Stahlrohr mit überwiegender Stoffbespannung. Nur das Tragflächenmittelstück, die Fahrwerksgondeln und die Besatzungsstände beziehungsweise Pilotenkabinen waren mit Koltschug-Aluminium verkleidet.
Konstantin Kalinin begann 1930 mit den Projektierungsarbeiten. Als der Prototyp fertig war, sollten am 29. Juni 1933 die ersten Rollversuche beginnen, nach dem Starten der Triebwerke traten jedoch starke Schwingungen in verschiedenen Teilen, insbesondere den Leitwerksträgern, auf. Nachdem an der Flugzeugzelle zahlreiche strukturelle Verstärkungen vorgenommen worden waren, konnten die Rollversuche am 9. August aufgenommen werden.
Zwei Tage später startete die Maschine am 11. August 1933 zum Erstflug. Während der Flugerprobung traten weitere Mängel zutage. Zur Katastrophe kam es am 21. November desselben Jahres, als durch die schon erkannten Schwingungen während eines Messfluges einer der beiden Leitwerksträger im Flug brach und das Flugzeug daraufhin aus 100 Metern Höhe nach einer plötzlichen Drehung in den Bahnneigungsflug überging und auf dem Boden aufschlug. Dem Absturz und anschließenden Brand fielen 14 Besatzungsmitglieder zum Opfer, unter ihnen Kalinins langjähriger Testpilot Michail Snegirjow sowie ein Passagier. Fünf Menschen an Bord überlebten. Der Bau an zwei weiteren K-7 mit Leitwerksträgern mit viereckigem Querschnitt begann zwar kurz darauf, doch wurden die Maschinen nie fertiggestellt und das ganze Projekt 1935 schließlich aufgegeben.

## Technische Daten
| Kenngröße             | Daten                                                            |
| --------------------- | ---------------------------------------------------------------- |
| Konzeption            | Bomben- und Verkehrsflugzeug                                     |
| Konstrukteur          | Konstantin Kalinin                                               |
| Baujahr               | 1933                                                             |
| Besatzung             | 11                                                               |
| Passagiere            | 120                                                              |
| Länge                 | 28,00 m                                                          |
| Spannweite            | 53,00 m                                                          |
| Flügelfläche          | 454,0 m²                                                         |
| Flügelstreckung       | 6,2                                                              |
| Flächenbelastung      | 83,7 kg/m²                                                       |
| Leermasse             | 24.400 kg                                                        |
| Startmasse            | 38.000 kg                                                        |
| Triebwerke            | sieben flüssigkeitsgekühlte 12-Zylinder-V-Motoren M-34F          |
| Leistung              | je 610 kW (830 PS) Startleistung je 552 kW (750 PS) Nennleistung |
| Leistungsbelastung    | 8,90 kg/kW (6,54 kg/PS)                                          |
| Höchstgeschwindigkeit | 234 km/h                                                         |
| Reisegeschwindigkeit  | 180 km/h                                                         |
| Dienstgipfelhöhe      | 4000 m                                                           |
| Bewaffnung            | sechs 7,62-mm-MG SchKAS                                          |
| Bombenzuladung        | 9000 kg                                                          |

## Galerie

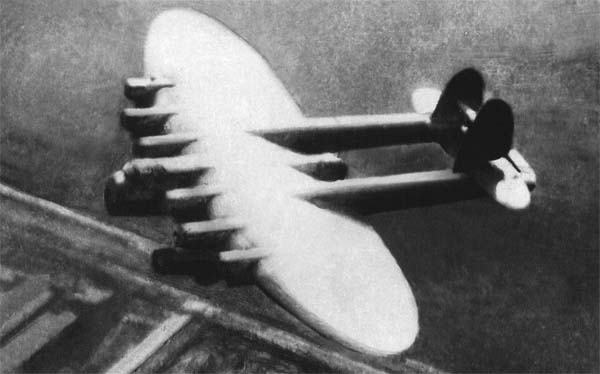
Kalinin K-7 im Flug
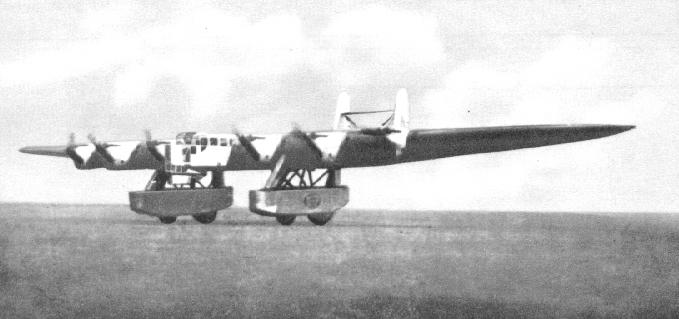
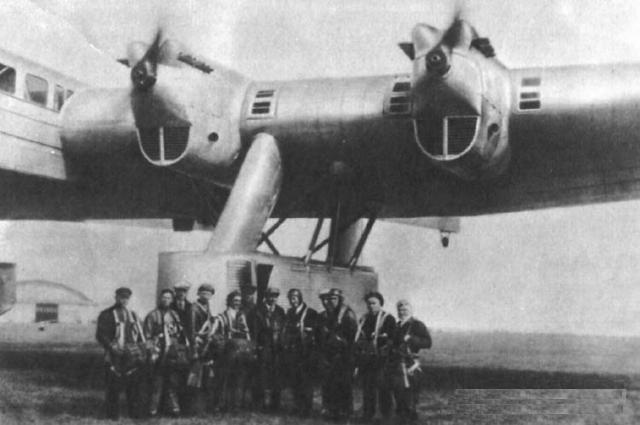
Kalinin K-7 mit Besatzung vor einem Testflug